# Maricopaïta
La maricopaïta és un mineral de la classe dels silicats, que pertany al grup de les zeolites. Rep el nom del comtat de Maricopa (Arizona, Estats Units), on es troba la seva localitat tipus.

## Característiques
La maricopaïta és un silicat de fórmula química Pb₇Ca₂(Si‚Al)₄₈O₁₀₀·32H₂O. Es tracta d'una espècie aprovada per l'Associació Mineralògica Internacional, i publicada per primera vegada el 1988. Cristal·litza en el sistema ortoròmbic. La seva duresa a l'escala de Mohs es troba entre 1 i 1,5.
Segons la classificació de Nickel-Strunz, la maricopaïta pertany a «02.GD: Tectosilicats amb H₂O zeolítica; cadenes de 6-enllaços – zeolites tabulars» juntament amb els següents minerals: gmelinita-Ca, gmelinita-K, gmelinita-Na, willhendersonita, cabazita-Ca, cabazita-K, cabazita-Na, cabazita-Sr, cabazita-Mg, levyna-Ca, levyna-Na, bellbergita, erionita-Ca, erionita-K, erionita-Na, offretita, wenkita, faujasita-Ca, faujasita-Mg, faujasita-Na, mordenita, dachiardita-Ca, dachiardita-Na, epistilbita, ferrierita-K, ferrierita-Mg, ferrierita-Na i bikitaïta.
L'exemplar que va servir per a determinar l'espècie, el que es coneix com a material tipus, es troba conservat a les col·leccions mineralògiques del Museu Nacional d'Història Natural, l'Smithsonian, situat a Washington DC (Estats Units), amb els números de registre: nmnh 163248 i 163247.

## Formació i jaciments
Va ser descoberta a la mina Moon Anchor, a Hummingbird Spring, dins el districte miner d'Osborn del comtat de Maricopa (Arizona, Estats Units). Es tracta de l'únic indret de tot el planeta on ha estat descrita aquesta espècie mineral.